# Gershwin Theatre
Il Gershwin Theatre, noto precedentemente come Uris Theatre, è un teatro di Broadway sito nel Paramount Plaza del quartiere di Midtown Manhattan. Con i suoi 1993 posti, il Gershwin è il teatro più grande di Broadway e dal 2003 ospita la produzione stabile del musical Wicked.

## Storia
Progettato in stile art nouveau dallo scenografo Ralph Alswang, il teatro occupa i primi piani del grattacielo Paramount Plaza, che si erge sul sito del Capitol Theatre. Il teatro non vanta solamente la maggiore capienza tra i teatri di Broadway, ma anche uno dei palcoscenici più grandi e profondi, ideale per le elaborate messe in scena di musical teatrali. Il teatro aprì al pubblico il 28 novembre 1972 con il nome di Uris Theatre e fu inaugurato con una produzione del musical Via Galactica. Tra il 1974 e il 1976 il teatro è stato usato soprattutto come sala da concerti per cantanti pop e jazz, mentre nel 1976 è tornato esclusivamente all'attività teatrale quando la produzione della Houston Grand Opera di Porgy and Bess fu proposta a Broadway. Nel 1977 il teatro ospitò un revival di The King and I, a cui seguì nel 1979 la prima mondiale del musical di Stephen Sondheim Sweeney Todd: The Demon Barber of Fleet Street. Nei primi anni ottanta il teatro ospitò diversi allestimenti di musical, tra cui The Pirates of Penzance (1981), My Fair Lady (1981), Annie (1982) e Show Boat (1983), prima di essere ribattezzato Gershwin Theatre nel 1983, in onore dei fratelli Ira e George Gershwin.
Nella stagione 1984/1985 l'Uris fu occupato dalla Royal Shakespeare Company, che vi propose le proprie produzioni di Cyrano de Bergerac e Molto rumore per nulla. Nel 1987 la pianta del teatro fu modificata per ospitare il musical di Andrew Lloyd Webber Starlight Express, che però non replicò il successo ottenuto all'Apollo Victoria Theatre di Londra, pur rimanendo in cartellone per ottocento rappresentazioni. Negli anni novanta il teatro ospitò gli apprezzati revival di Show Boat (1995), Candide (1997) e 1776 (1997), mentre nel 2002 la produzione del National Theatre di Oklahoma! debuttò a Broadway proprio in questo teatro. Dal 2003 il musical Wicked è in cartellone al Gershwin Theatre. Inoltre, il teatro ha ospitato quattro edizioni dei Tony Award nel 1984, 1992, 1993 e 1999. Nel corso dei decenni grandi star del cinema, del teatro, della danza e della musica hanno calcato le scene del Gershwin, tra cui Sammy Davis Jr, Andy Williams, Michel Legrand, i Queen, Frank Sinatra, Ella Fitzgerald, Paul Anka, Barry Manilow, Patti LaBelle, Shirley MacLaine, Idina Menzel, Derek Jacobi, Kristin Chenoweth, Joel Grey, Angela Lansbury, Yul Brynner, Rudol'f Nureyev e Margot Fonteyn.